# 蒙梅利扬站
蒙梅利扬站是法国的一个铁路车站，位于法国东部市镇蒙梅利扬，靠近尚贝里。

## 位置
蒙梅利扬站位于蒙梅利扬市区的西北部，屈洛兹－莫达讷铁路150.903公里处，同时也是格勒诺布尔－蒙梅利扬铁路的终点，距离尚贝里大约13公里。蒙梅利扬站是一个人字形的车站，其顶点、左下和右下分别前往尚贝里、格勒诺布尔和莫达讷三个方向，主站房则位于其夹角处。此外，格勒诺布尔和莫达讷两个方向之间设有联络线，列车可通过此线避免前往尚贝里方向换向。

## 停靠线路
以下列车线路在蒙梅利扬站停靠：
| 蒙梅利扬站列车线路表      |      |        |                  |              |
| 线路                      | 车种 | 上一站 | 下一站           | 大致运行频率 |
| 里昂—莫达讷/圣莫里斯堡    | TER  | 尚贝里 | 圣皮耶尔达勒比尼 | [ 註 2 ]     |
| 尚贝里—莫达讷             | TER  | 尚贝里 | 圣皮耶尔达勒比尼 | 每天6趟左右  |
| 尚贝里—圣莫里斯堡         | TER  | 尚贝里 | 圣皮耶尔达勒比尼 | 每天6趟左右  |
| 日内瓦—格勒/瓦朗斯        | TER  | 尚贝里 | 蓬沙拉           | 每天5趟左右  |
| 阿讷西/尚贝里—格勒/瓦朗斯 | TER  | 尚贝里 | 蓬沙拉           | 每天16趟左右 |
| 1. 2. 3.                  |      |        |                  |              |

## 配套交通

### 长途客车
| 停靠蒙梅利扬站的大巴车 |                |                                                                          |
| 上下车地点             | 运营单位       | 主要线路及目的地                                                         |
| 蒙梅利扬站门口         | 萨瓦省城际客运 | C3 尚贝里 · 圣伊莲之湖 · 莱莫雷特 · 莱索 · 热隆河畔沙穆                  |
| 蒙梅利扬站门口         | SNCF Car TER   | （当某条铁路线施工或罢工时，SNCF可能也会提供途径该线路沿途站点的大巴车） |
| 1. 2. 3.               |                |                                                                          |

### 城市公共交通
| 蒙梅利扬站附近的市内公共交通线路 |                |                                   |
| 公交车站名称                     | 位置           | 停靠线路                          |
| Gare 火车站                      | 蒙梅利扬站门口 | Navette 火车站 （市区单循环线路） |
| 1.                               |                |                                   |

### 社会车辆
蒙梅利扬站门口设有社会车辆停车场。

## 临近车站
| 蒙梅利扬站（Gare de Montmélian） |                          |                             |
| 上行车站                         | 线路                     | 下行车站                    |
| 尚贝里-沙莱索站 13.2km ←         | 屈洛兹－莫达讷铁路       | 圣皮耶尔达勒比尼站 → 11.5km |
| 布雷达河畔蓬沙拉站 8.4km ←       | 格勒诺布尔－蒙梅利扬铁路 | （终点）                    |
| - 本表仅显示运营中的线路及车站   |                          |                             |